# Lowenda Brewery Company
Lowenda Brewery Company Lda ist eine Brauerei in Angola. Sie wurde 2014 in der Sonderwirtschaftszone von Viana nahe der angolanischen Hauptstadt Luanda errichtet. Finanziert wurde die 180 Mio. US$ umfassende Investition durch den China Investment Fund  (CIF). Der Name nimmt Bezug auf die nahe Hauptstadt Luanda.
Am 9. Oktober 2014 wurde die Brauerei in Anwesenheit des angolanischen Präsidenten José Eduardo dos Santos eingeweiht. Die Maschinen wurden aus Deutschland geliefert, woher auch die Bierhefe bezogen wird. Die übrigen Zutaten für das Bier kommen aus Tschechien und aus Australien. 250 Angolaner und 170 Expatriates arbeiten in der Fabrik, die eine jährliche Kapazität von 400.000 Hektolitern Bier hat.
Im Mai 2015 kam das Bier der Marke Bela erstmals auf den angolanischen Markt. Es wird vornehmlich in Supermärkten und Einkaufszentren verkauft.

## Produkte
- Bier: Bela